# Ngô Khánh Thụy
Ngô Khánh Thụy (giản thể: 吴庆瑞; phồn thể: 吳慶瑞, Goh Keng Swee) (6 tháng 10 năm 1918 – 14 tháng 5 năm 2010) đảm nhiệm chức vụ Phó thủ tướng Singapore từ năm 1973 đến năm 1984, và là một nghị viên Quốc hội trong hơn 20 năm. Ông sinh tại Malacca trong một gia đình Peranakan, đến Singapore khi được hai tuổi. Ông bắt đầu quan tâm đến chính trị trong thời gian học tập tại Luân Đôn khi gặp các sinh viên đồng chí hướng mưu cầu độc lập cho Malaya thuộc Anh. Từ năm 1945 trở đi, ông làm việc cho Cục Phúc lợi Xã hội, rồi được thăng làm giám đốc. Năm 1958, ông chuyển sang làm việc toàn thời gian cho Đảng Hành động Nhân dân, trở thành một thành viên trọng yếu và sau đó làm phó chủ tịch của ban chấp hành trung ương đảng. Năm sau, ông đắc cử nghị viên trong tổng tuyển cử Hội nghị lập pháp, giữ chức Bộ trưởng Tài chính trong chính phủ của Lý Quang Diệu. Sau khi Singapore độc lập vào năm 1965, Ngô Khánh Thụy trở thành Bộ trưởng Nội an và Quốc phòng. Sau đó, ông kinh qua các chức vụ Bộ trưởng Tài chính, Bộ trưởng Quốc phòng, Bộ trưởng Giáo dục.
Sau khi rời khỏi chính trường, Ngô Khánh Thụy tiếp tục tích cực trong sinh hoạt cộng đồng, đảm nhiệm các chức vụ như Phó Chủ tịch của Công ty Đầu tư Chính phủ Singapore; chủ tịch của ban quản trị Viện Triết học Đông Á; Cố vấn kinh tế cho Quốc vụ viện Trung Quốc về phát triển duyên hải và Cố vấn du lịch; Phó chủ tịch của Cục quản lý tiền tệ Singapore; Cố vấn của Ngân hàng United Overseas.
Năm 1972, Ngô Khánh Thụy được Chính phủ Philippines trao Giải thưởng Ramon Magsaysay, và Huân chương Sikatuna. Sau khi rút khỏi chính trường, vào năm 1985 Ngô Khánh Thụy được nhận Huân chương Temasek hạng nhất, huân chương dân sự cao nhất của Singapore. Ngô Khánh Thụy được chẩn đoán mắc ung thư bàng quang vào tháng 9 năm 1983, trải qua nhiều lần đột quỵ vào cuối thập niên 1990 và đầu thập niên 2000, và nằm liệt giường trong những năm cuối đời.

## Những năm đầu
Ngô Khánh Thụy sinh tại Malacca vào ngày 6 tháng 10 năm 1918 trong một gia đình Peranakan trung lưu, là người con thứ 5 trong tổng số 6 người con. Cha ông là người quản lý một đồn điền cao su, còn mẹ ông đến từ gia tộc sản sinh các chính trị gia Malaysia Trần Trinh Lộc cùng con trai là Trần Tu Tín, 2 người này về sau trở thành đối thủ chính trị trường kỳ của Ngô Khánh Thụy.
Ngô Khánh Thụy có tên thánh là Robert, ông không thích tên này và từ chối phản ứng khi bị gọi. Khi ông 2 tuổi, gia đình ông chuyển từ Malacca đến Singapore, ông bà ngoại của ông sở hữu một số tài sản tại đây. Gia đình Ngô Khánh Thụy sau đó chuyển tới rừng cao su Pasir Panjang khi cha ông tìm được việc tại đây, và trở thành người quản lý vào năm 1933. Vốn là điều phổ biến trong các gia đình Peranakan, nhà họ Ngô nói cả tiếng Anh và tiếng Mã Lai tại nhà; các buổi lễ thánh được tổ chức tại nhà vào các chủ nhật bằng tiếng Mã Lai.
Ông theo học tại trường tiểu học Anh-Hoa và trường trung học Anh-Hoa từ năm 1927 đến năm 1936, xếp thứ 2 trong lớp trong kỳ khảo khí Senior Cambridge. Sau đó, ông tốt nghiệp Học viện Raffles vào năm 1939 với bằng Diploma in Arts hạng II với biểu hiện đặc biệt về kinh tế học. Sau đó, ông tham gia dịch vụ dân sự thực dân với vai trò nhân viên thu thuế, song theo cấp trên của ông thì ông làm việc không quá tốt và suýt bị sa thải. Ngay sau khi Chiến tranh thế giới thứ hai bắt đầu, ông tham gia Quân đoàn Tình nguyện Singapore, đây là một lực lượng dân quân địa phương. Tuy nhiên, ông trở về công việc trước đó sau khi Singapore thất thủ. Ngô Khánh Thụy kết hôn với Alice Woon, một thư ký đồng nghiệp, vào năm 1942 và họ có một người con là Ngô Kiến Chí 2 năm sau đó. Năm 1945, ông đưa gia đình đến Malacca, song họ quay về Singapore vào năm sau sau khi kết thúc sự chiếm đóng của người Nhật. Trong năm đó, ông tham gia Cục Phúc lợi Xã hội, và tích cực trong chính quyền thời hậu chiến. Ông trở thành một giám sát viên của Phòng Nghiên cứu thuộc Cục vào 6 tháng sau đó.
Ngô Khánh Thụy giành được một học bổng giúp ông có thể tiếp tục học tập tại Trường Kinh tế và Khoa học Chính trị Luân Đôn (LSE). Trong thời gian tại Luân Đôn, Ngô Khánh Thụy gặp các sinh viên đồng chí hướng mưu cầu độc lập cho Malaya thuộc Anh, trong đó có Abdul Razak (sau là thủ tướng thứ 2 của Malaysia), Maurice Baker (sau là cao ủy của Singapore tại Malaysia), Lý Quang Diệu và Đỗ Tiến Tài. Một nhóm thảo luận sinh viên mang tên Diễn đàn Malaya được tổ chức vào năm 1948, Ngô Khánh Thụy là chủ tịch sáng lập của tổ chức. Ngô Khánh Thụy tốt nghiệp với bằng danh dự hạng nhất về kinh tế vào năm 1951, và giành giải William Farr vì giành được điểm số cao nhất trong khoa học thống kê. Sau khi trở lại Cục Phúc lợi Xã hội, ông được bổ nhiệm làm trợ lý bí thư cho Phòng Nghiên cứu. Năm 1952, cùng với công vụ viên đồng chí hướng Kenneth M. Byrne, ông thành lập Hội đồng Hành động Liên hiệp nhằm vận động chống lại các chính sách lương và thăng chức thiên vị người châu Âu. Byrne sau đó trở thành Bộ trưởng Lao động và Bộ trưởng Pháp luật đầu tiên của Singapore tự trị.
Năm 1954, Ngô Khánh Thụy có thể quay lại LSE để theo học lấy bằng tiến sĩ với sự giúp đỡ của một học bổng Đại học Luân Đôn. Ông hoàn thành chương trình tiến sĩ kinh tế vào năm 1956, và quay lại Cục Phúc lợi Xã hội, tại đây ông giữ chức trợ lý giám đốc rồi giám đốc. Năm 1958, ông được bổ nhiệm làm giám đốc của Cơ quan nghiên cứu xã hội và kinh tế thuộc Văn phòng Thủ hiến. Ông từ bỏ công tác công vụ vào tháng 8 cùng năm để làm việc toàn thời gian cho Đảng Hành động Nhân dân (PAP).

## Sự nghiệp chính trị
Ngô Khánh Thụy là một thành viên trọng yếu trong Ban chấp hành trung ương của Đảng Hành động Nhân dân, sau này trở thành phó chủ tịch của ban. Ngô Khánh Thụy chiến thắng tại khu vực Kreta Ayer trong tổng tuyển cử năm 1959, đắc cử làm nghị viên của Hội nghị lập pháp, và tham gia chính phủ của Thủ tướng Lý Quang Diệu trong vai trò Bộ trưởng Tài chính. Khi có dự đoán về thâm hụt ngân sách 14 triệu SGD trong năm đó, ông cho tiến hành kỷ luật tài chính nghiêm ngặt trong đó có cắt giảm lương công chức. Kết quả là đến cuối năm, ông có thể công bố rằng Chính phủ đạt thặng dư 1 triệu SGD. Ông khởi xướng thiết lập Cục Phát triển Kinh tế, thể chế này được thành lập vào tháng 8 năm 1961 nhằm thu hút các công ty đa quốc gia của ngoại quốc đầu tư tại Singapore. Năm sau, ông bắt đầu phát triển khu công nghiệp Jurong tại cực tây của đảo- khi đó còn là một đầm lầy, cung cấp ưu đãi cho doanh nghiệp địa phương và ngoại quốc lập cơ sở tại đó. Theo cựu Thư ký thường trực Thẩm Cơ Văn, Ngô Khánh Thụy thừa nhận rằng dự án Jurong là "một hành động theo niềm tin và bản thân ông nói đùa rằng điều này có thể chứng minh sự điên rồ của Ngô Khánh Thụy". Tuy thế, Ngô Khánh Thụy cũng cảm nhận mạnh mẽ rằng "cách thức duy nhất để tránh làm sai không phải là không làm gì. Và đó... sẽ là sai lầm cuối cùng."
Trong thập niên 1960, có áp lực lớn từ những người cộng sản khích động quần chúng hoạt động trong các trường Hoa ngữ và công đoàn. Nội bộ Đảng Hành động Nhân dân cũng bất hòa, khi một phái thân cộng sản hoạt động nhằm điều chỉnh chệch hướng đảng khỏi trung dung - con đường mà Ngô Khánh Thụy và Lý Quang Diệu là các thành viên trọng yếu. Một nguồn cơn chủ yếu của sự ly gián này là vấn đề hợp nhất với Malaya để hình thành quốc gia mới Malaysia. Ngô Khánh Thụy và những người đồng chí trung dung của ông cho rằng đây là một điều kiện cần thiết cho phát triển kinh tế của Singapore do Malaya là một hậu phương kinh tế trọng yếu; hợp nhất cũng sẽ tạo một viễn cảnh thay thế chống cộng sản. Trong tháng 7 năm 1961, 16 thành viên của phái thân cộng sản ly khai khỏi Đảng Hành động Nhân dân để thành lập Mặt trận Xã hội chủ nghĩa, và nắm quyền kiểm soát các công đoàn chủ chốt.
Chính phủ Singapore nhận được tán thành từ Tunku Abdul Rahman về việc hợp nhất vào năm 1961, động cơ của Tunku là mong muốn ổn định tình hình an ninh tại Singapore, và đặc biệt là để vô hiệu hóa mối đe dọa cộng sản. Singapore hợp nhất với Malaya và Borneo thuộc Anh vào năm 1963 để hình thành Liên bang Malaysia. Tuy nhiên, hợp nhất tỏ ra có vấn đề, xảy ra xung đột về các nguyên tắc cơ bản cả về chính trị và kinh tế, đặc biệt là vấn đề địa vị thống trị của người Mã Lai. Bạo lực công đoàn trong năm 1964 bùng phát tại Singapore, do các nhà hoạt động người Mã Lai và người Hoa kích động. Theo Lý Quang Diệu, Ngô Khánh Thụy đấu tranh nhằm bảo vệ các lợi ích của Singapore với Bộ trưởng Tài chính Malaysia Trần Tu Tín, cũng là anh em họ với ông. Ngô Khánh Thụy đóng một vai trò quyết định trong điều phối tiến trình Singapore phân ly khỏi Liên bang vào ngày 9 tháng 8 năm 1965. Sau hai năm khó khăn, Lý Quang Diệu yêu cầu Ngô Khánh Thụy đàm phán với Phó Thủ tướng Malaysia Tun Abdul Razak và Bộ trưởng Ngoại vụ Ismail Abdul Rahman trong tháng 7 năm 1965 để Singapore có được một liên kết thả lỏng hơn trong liên bang. Tuy nhiên, sau các cuộc thảo luận, Ngô Khánh Thụy quyết định rằng sẽ tốt hơn cho Malaysia và Singapore khi hoàn toàn đoạn tuyệt.

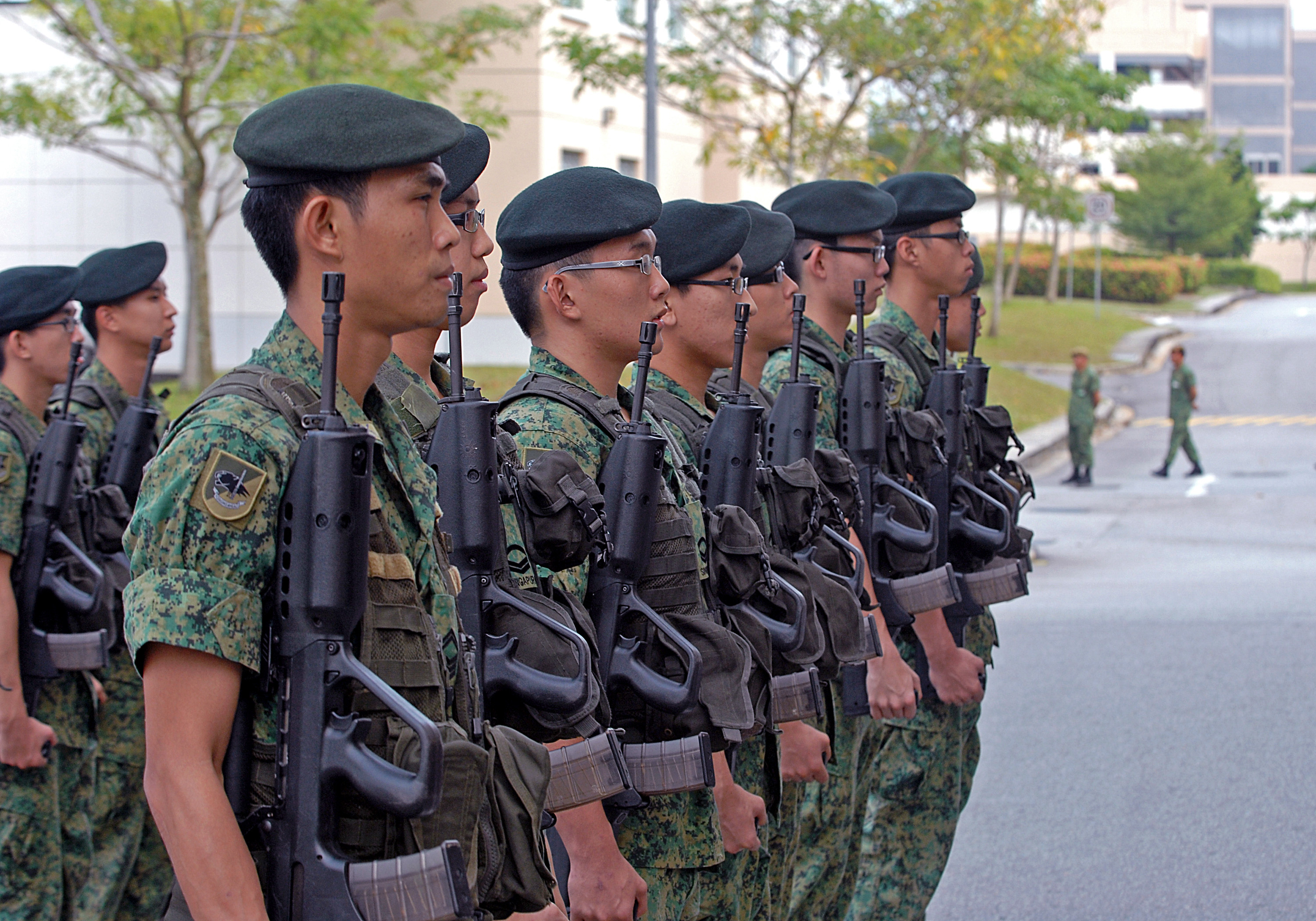
Ngô Khánh Thụy cho thi hành chế độ phục vụ quốc gia cưỡng bách trong thời gian ông giữ chức Bộ trưởng Nội an và Quốc phòng

Sau khi độc lập vào năm 1965, Ngô Khánh Thụy từ bỏ cương vị bộ trưởng tài chính và trở thành Bộ trưởng Nội an và Quốc phòng cho đến ngày 6 tháng 8 năm 1967, chịu trách nhiệm củng cố năng lực quân sự và nội an của quốc gia. Một chính sách trọng yếu là thiết lập chế độ phục vụ quốc gia, một hệ thống cưỡng bách tòng quân ủy nhiệm đối với các nam thanh niên có đủ điều kiện về thể chất. Ông lại giữ chức chức vụ Bộ trưởng Tài chính từ ngày 17 tháng 8 năm 1967 đến ngày 10 tháng 8 năm 1970, trong thời gian này ông từ chối cho phép ngân hàng trung ương phát hành tiền, thay vào đó là một hệ thống cục tiền tệ, điều này báo cho các công dân, giới hàn lâm và thế giới tài chính rằng chính phủ không thể tùy ý in tiền để chi tiêu.
Năm 1968, Ngô Khánh Thụy khuyến khích thành lập Viện Nghiên cứu Đông Nam Á, và vào ngày 11 tháng 8 năm 1970 ông được tái bổ nhiệm làm Bộ trưởng Quốc phòng. Năm 1971, ông liên kết Nhóm nghiên cứu chiến tranh điện tử, một đội gồm các kỹ sư mới tốt nghiệp có thành tích xuất sắc khi học đại học, do Giáo sư Trịnh Vĩnh Thuận đứng đầu. Nhóm làm việc trong Dự án Magpie, một dự án mật nhằm phát triển năng lực công nghệ phòng thủ của Singapore.
Năm 1977, nhóm được đổi tên thành Tổ chức Khoa học Phòng thủ (DSO). Nguyên là bộ phận của Bộ Quốc phòng, đến năm 1997 thì tổ chức trở thành một công ty phi lợi nhuận mang tên Phòng thí nghiệm Quốc gia DSO.
Sau đó, vào năm 1981, ông biểu thị quan điểm rằng ngân hàng trung ương không nên giữ một lượng lớn tiền mặt trong kho để bảo hộ tiền tệ, đề xuất thành lập Công ty Đầu tư Chính phủ Singapore (GIC) để đầu tư dự trữ thặng dư. Đương thời, chưa có tiền lệ cho một tổ chức kinh tế dựa trên phi hàng hóa có một quỹ tài sản chủ quyền như vậy. Ngân hàng ngoại thương Rothschild tư vấn cho GIC.

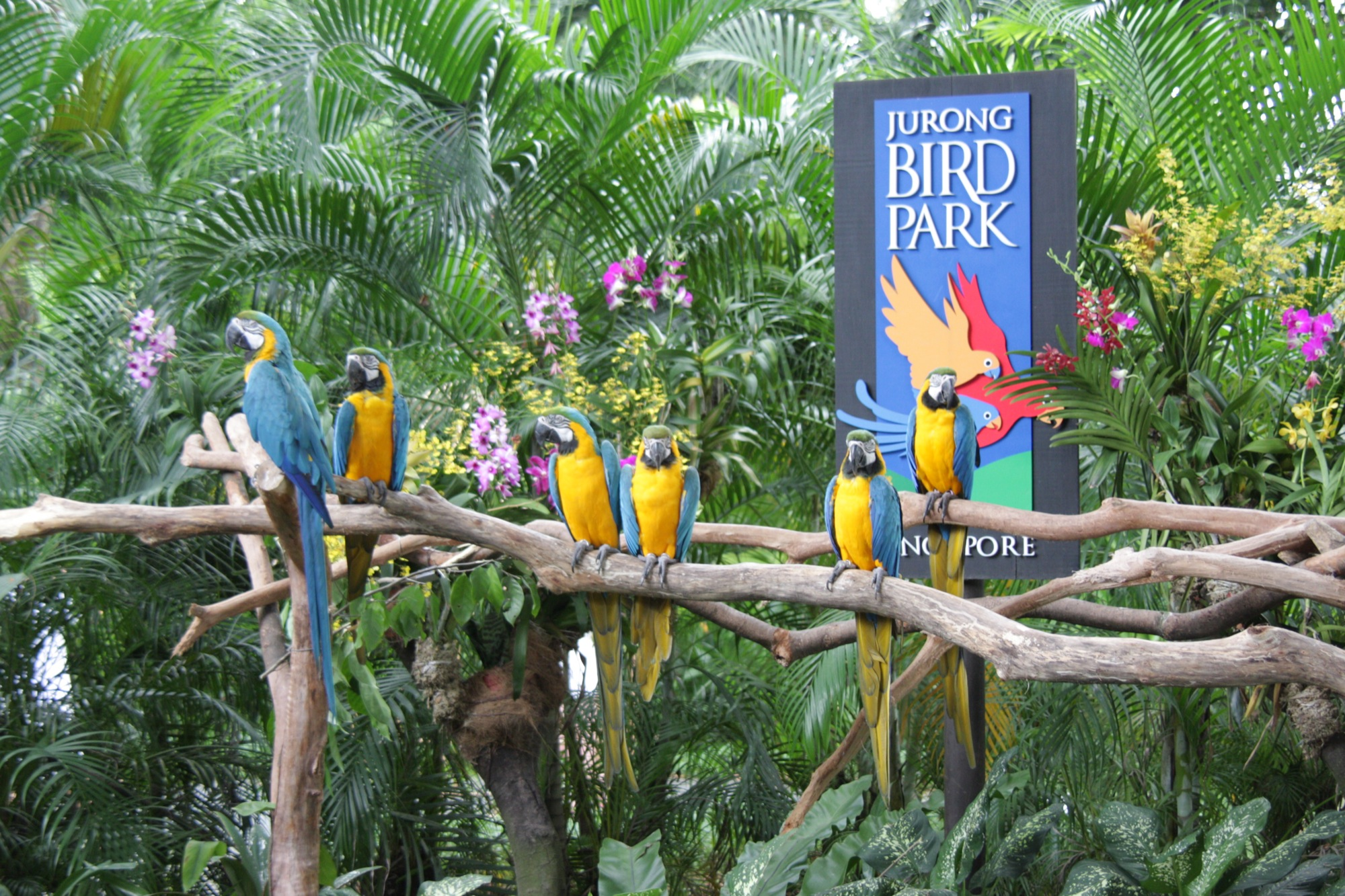
Vườn chim Jurong là một trong nhiều dự án của Ngô Khánh Thụy.

Ngô Khánh Thụy cũng chịu trách nhiệm về các dự án nhằm cải thiện sinh hoạt văn hóa và giải trí cho người Singapore, chẳng hạn như Vườn chim Jurong, Vườn thú Jurong và Dàn nhạc giao hưởng Singapore. Ông đứng sau việc xây dựng Nhà hát Nhân dân Kreta Ayer trong khu vực bầu cử của mình để làm một địa điểm trình diễn hí khúc. Ông cũng có công đưa môn thể thao rugby trong Quân đội Singapore và sau đó là trong trường học. Nhằm công nhận vai trò của ông trong xúc tiến thể thao, Schools "C" Division Cup được đặt theo tên ông. Ấn tượng trước một bể thủy sinh hải dương tại Bahamas, ông liên lạc với Công ty Phát triển Sentosa và thuyết phục họ xây dựng một bể thủy sinh hải dương tại Singapore. Underwater World Singapore khai trương vào năm 1991.
Ngày 1 tháng 3 năm 1973, Ngô Khánh Thụy được bổ nhiệm làm Phó Thủ tướng của Singapore, đồng thời vẫn giữ chức Bộ trưởng Quốc phòng. Ngày 12 tháng 2 năm 1979, Ngô Khánh Thụy chuyển từ người đứng đầu Bộ Quốc phòng sang người đứng đầu Bộ Giáo dục; Báo cáo Ngô Khánh Thụy có tác động lớn đến sự phát triển của hệ thống giáo dục Singapore. Ông được mô tả là một chính trị gia trọng yếu và nhà lãnh đạo chiến lược chịu trách nhiệm về cải biến hệ thống trên ba mươi năm từ "vừa phải" đến "rất tốt", theo một báo cáo tháng 11 năm 2010 của McKinsey. Ông thiết lập Viện Phát triển Khóa trình, và đưa ra các chính sách quan trọng như giáo dục tôn giáo (sau đó bị đình chỉ), và vào năm 1980 chuyển học sinh vào các chương trình học tập khác nhau theo năng lực học tập của họ. Ngô Khánh Thụy giữ chức Bộ trưởng Giáo dục trong hai nhiệm kỳ, nhiệm kỳ đầu kết thúc vào ngày 31 tháng 5 năm 1980, và nhiệm kỳ tiếp theo bắt đầu từ 1 tháng 6 năm 1981 đến khi ông nghỉ hưu. Từ ngày 1 tháng 6 năm 1980, ông được tái bổ nhiệm làm Phó Thủ tướng thứ nhất khi S. Rajaratnam trở thành Phó Thủ tướng thứ hai, và giữ chức Chủ tịch của Cục Tiền tệ Singapore (MAS) cho đến khi rời khỏi Quốc hội vào ngày 3 tháng 12 năm 1984 ở tuổi 66. Lý Quang Diệu viết rằng: "Một thế hệ người Singapore có được tiêu chuẩn sinh hoạt như hiện nay là nhờ ông đặt nền tảng cho kinh tế của Singapore hiện đại."

## Sinh hoạt cuối đời

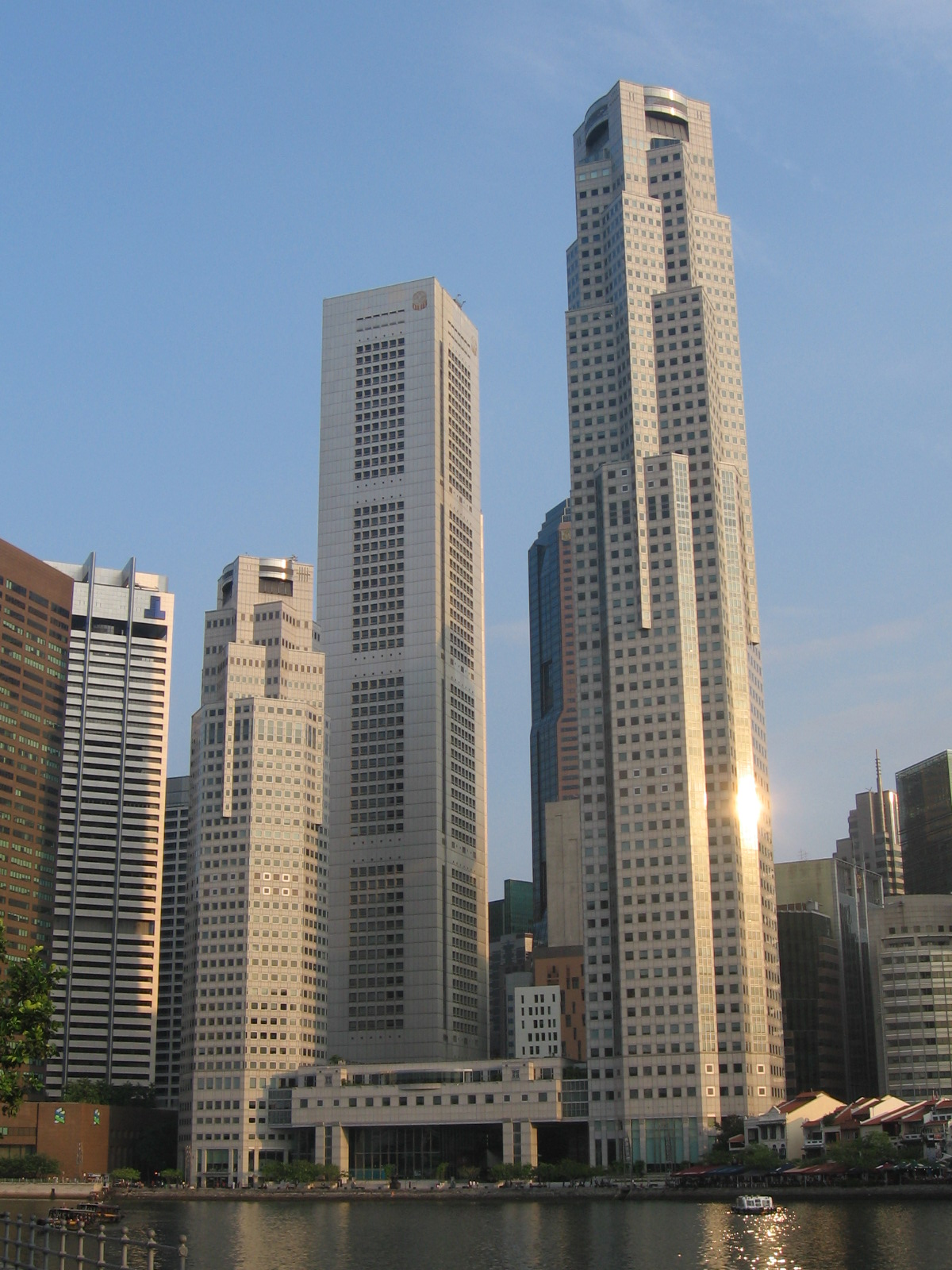
Hai tòa tháp tháp UOB Plaza với OUB Centre có thể thấy ở giữa. Ngô Khánh Thụy là cố vấn cho Tập đoàn Ngân hàng United Overseas sau khi ông rút khỏi chính trường.

Sau khi rút khỏi chính trường, Ngô Khánh Thụy tiếp tục hoạt động trong sinh hoạt cộng đồng, giữ chức Phó Chủ tịch của Công ty Đầu tư Chính phủ Singapore (1981–1994), Cố vấn kinh tế của Quốc vụ viện Trung Quốc về phát triển duyên hải và Cố vấn du lịch (1985), Phó Chủ tịch của MAS (1985 – 31 tháng 5 năm 1992), Chủ tịch của Cục Bộ tổng Singapore (1988–1994), một giám đốc của Gateway Technologies Services Pte. Ltd. (từ 1991), cố vấn của Tập đoàn Ngân hàng United Overseas (từ 1 tháng 1 năm 1993), chủ tịch của N.M. Rothschild & Sons (Singapore) Ltd. (từ 1994), và phó chủ tịch của Hong Leong Asia Ltd. (từ 1995). Từ năm 1983 đến năm 1992, ông là chủ tịch của ban quản trị Viện Triết học Đông Á, là cơ cấu ban đầu được thành lập để nghiên cứu Nho giáo. Viện sau đó chuyển trọng tâm sang phát triển chính trị và kinh tế của Trung Quốc, đổi tên thành Viện Kinh tế Chính trị Đông Á, và Ngô Khánh Thụy tiếp tục là chủ tịch ban chấp hành và chủ tịch ban quản trị cho đến năm 1995. Tháng 4 năm 1997, thể chế được tái tổ chức thành Viện Đông Á dưới sự bảo trợ của Đại học Quốc gia Singapore.
Năm 1986, Ngô Khánh Thụy ly hôn với người vợ đầu là Alice. Năm 1991, ông tái hôn với cựu đồng sự trong Bộ giáo dục là Phan Thụy Lương. Ông bị đột quỵ lần đầu tiên vào năm 1999 và một lần khác vào năm 2000. Theo con dâu của Ngô Khánh Thụy là Trần Thục San (Tan Siok Sun), tình trạng sức khỏe khiến ông phải rút lui và trở nên hết sức trầm lặng. Tháng 7 năm 2007, Trần Thục San cho xuất bản Goh Keng Swee: A Portrait. Vợ hai của Ngô Khánh Thụy tuyên bố rằng ông không được thảo luận về sách và biểu thị với bà rằng ông không muốn có bất kỳ sách nào viết về mình. Trong một phỏng vấn với The Straits Times, Trần Thục San cho biết không muốn kéo dài sự việc.
Ngày 14 tháng 5 năm 2010, Ngô Khánh Thụy từ trần vào sáng sớm, thọ 91 tuổi. Thi thể ông được quàn tại Tòa nhà Quốc hội từ 20 đến 22 tháng 5, và một tang lễ cấp nhà nước được tổ chức vào ngày 23 tháng 5 năm 2010 tại hội trường Singapore tiếp theo là một lễ kỷ niệm cá nhân dành cho các thành viên gia đình tại nhà hỏa táng Mandai. Hậu sự do Giáo hội Giám Lý tiến hành, với một thông điệp do Giám mục Giám Lý Singapore Robert M. Solomon truyền tải. Quốc kỳ Singapore được treo rủ tại toàn bộ các tòa nhà chính phủ từ 20 đến 23 tháng 5.

## Giải thưởng và vinh dự
Năm 1966, Ngô Khánh Thụy trở thành một hội viên danh dự của LSE. Năm 1972, ông được nhận giải Ramon Magsaysay về công vụ, thường được cho là giải Nobel châu Á. Cùng năm đó, Chính phủ Philippines trao cho ông Huân chương Sikatuna vì công lao trong phát triển quan hệ với Philippines.
Sau khi rút khỏi chính trường, năm 1985 Ngô Khánh Thụy được trao Huy chương Temasek hạng nhất, là vinh dự dân sự cao nhất của Singapore. Ông cũng được trao giải cựu sinh viên ưu tú của LSE vào ngày 21 tháng 1 năm 1989, và là hội viên ưu tú đầu tiên của Hội Quản trị phát triển kinh tế (Economic Development Board Society) vào năm 1991.
Trong tuần hành quốc khánh vào ngày 29 tháng 8 năm 2010, Thủ tướng Lý Hiển Long công bố rằng Học viên Tư lệnh và Tham mưu Singapore và một tổ hợp được xây dựng tại trụ sở đường North Buona Vista của Bộ Giáo dục được đặt tên là Học viện Tư lệnh và Tham mưu Ngô Khánh Thụy và Trung tâm giáo dục Ngô Khánh Thụy.

## Tác phẩm
- The Economic Front: From a Malayan Point of View. Singapore: Government Printers. 1940. OCLC 226068826..
- Urban Incomes & Housing: A Report on the Social Survey of Singapore, 1953–54. Singapore: [Department of Social Welfare]. 1956. OCLC 504452751..
- Techniques of National Income Estimation in Under-developed Territories, with Special Reference to Asia and Africa [Unpublished PhD thesis, University of London, London School of Economics, 1956]. London: University of London Library, Photographic Section. 1978. OCLC 63630985..
- This is How Your Money is Spent [Budget statement by Goh Keng Swee, Minister for Finance; Towards Socialism, vol. 3]. Singapore: Ministry of Finance. 1960. OCLC 63838096..
- Some Problems of Industrialisation [Towards Socialism; vol. 7]. Singapore: Government Printing Office. 1963. OCLC 17270555..
- Communism in Non-Communist Asian Countries. Singapore: Printed by the Government Printing Office for the Ministry of Culture. tháng 3 năm 1967. OCLC 433094..
- The Economics of Modernization and other Essays. [Singapore]: Asia Pacific Press. 1972. OCLC 534320.. Later editions:
  - The Economics of Modernization. Singapore: Federal Publications. 1995. ISBN 978-981-01-2317-8..
  - The Economics of Modernization. Singapore: Marshall Cavendish Academic. 2004. ISBN 978-981-210-330-7..
- Some Problems of Manpower Development in Singapore [Occasional publication (Singapore Training and Development Association); no. 1]. Singapore: Ad Hoc Publications Sub-committee, Singapore Training & Development Association. 1974. OCLC 226024028..
- Some Unsolved Problems of Economic Growth [Kesatuan lecture; 1]. Singapore: Kesatuan Akademis Universiti Singapura. 1976. ISBN 9971-68-076-9. OCLC 3072805..
- The Practice of Economic Growth. Singapore: Federal Publications. 1977. OCLC 4465760.. Later edition:
  - The Practice of Economic Growth. Singapore: Federal Publications. 1995. ISBN 978-981-01-2322-2..
- Goh, Keng Swee; Education Study Team (1979). Report on the Ministry of Education 1978. Singapore: Printed by Singapore National Printers. OCLC 416421063..
- Goh, Keng Swee; Low, Linda, ed. (1995). Wealth of East Asian Nations: Speeches and Writings. Singapore: Federal Publications. ISBN 978-981-01-2297-3.Quản lý CS1: văn bản dư: danh sách tác giả (liên kết).